# Mulanur
Mulanur là một thị xã panchayat của quận Erode thuộc bang Tamil Nadu, Ấn Độ.

## Địa lý
Mulanur có vị trí 10°46′B 77°43′Đ / 10,77°B 77,72°Đ Nó có độ cao trung bình là 238 mét (780 feet).

## Nhân khẩu
Theo điều tra dân số năm 2001 của Ấn Độ, Mulanur có dân số 11.903 người. Phái nam chiếm 50% tổng số dân và phái nữ chiếm 50%. Mulanur có tỷ lệ 61% biết đọc biết viết, cao hơn tỷ lệ trung bình toàn quốc là 59,5%: tỷ lệ cho phái nam là 71%, và tỷ lệ cho phái nữ là 50%. Tại Mulanur, 8% dân số nhỏ hơn 6 tuổi.